# Mieczysław Kucapski
Mieczysław Kucapski (ur. 1 grudnia 1939 w Łąsku Wielkim) – polski polityk, poseł na Sejm PRL IX kadencji.

## Życiorys
W 1954 podjął pracę w państwowym gospodarstwie rolnym Koronowo. W Zakładzie Rolnym w Bieskowie uzyskał tytuł mistrza w zawodzie ślusarz maszynowy. Został następnie mechanikiem maszyn rolniczych. Zasiadał w egzekutywie Komitetu Miejsko-Gminnego Polskiej Zjednoczonej Partii Robotniczej i w Komitecie Wojewódzkim tej partii w Bydgoszczy. W latach 1985–1989 pełnił mandat posła na Sejm PRL IX kadencji z okręgu Bydgoszcz, zasiadając w Komisji Rolnictwa, Leśnictwa i Gospodarki Żywnościowej. Działał też w Patriotycznego Ruchu Odrodzenia Narodowego i w radzie pracowniczej w PGR.
Odznaczony Medalem 40-lecia Polski Ludowej.